# African Episcopal Church of St. Thomas
L'African Episcopal Church of St. Thomas (AECST) fu fondata nel 1792 a Filadelfia, in Pennsylvania, come prima chiesa episcopale nera degli Stati Uniti. La sua congregazione si sviluppò a partire dalla Free African Society, un gruppo non confessionale formato da neri che avevano abbandonato la St. George's Methodist Church a causa della discriminazione e della segregazione di classe. I fedeli erano guidati da Absalom Jones, un predicatore metodista laico, nero e libero. Quando la sua congregazione fu creata, fu ordinato nel 1802 dal Vescovo Presiedente William White come primo sacerdote nero della Chiesa Episcopale. Il vescovo White ordinò anche William Levington come diacono in questa chiesa, anche se presto divenne missionario nel Sud, creando la St. James Church a Baltimora nel 1824.

## Storia
La congregazione fa parte della Diocesi episcopale della Pennsylvania. La chiesa si è trasferita più volte nel corso degli anni per rispondere alle esigenze della congregazione, anche per quanto riguarda il luogo in cui risiedeva la maggior parte della comunità di fedeli. Ciononostante, la chiesa è rimasta sempre attiva fin dalla sua fondazione.
St. Thomas divenne un'istituzione di spicco nella vita culturale nera di Filadelfia.
Il suo secondo rettore fu William Douglass, un afroamericano, ex studente del reverendo Levington e abolizionista. Il clero e i parrocchiani furono attivi nella Underground Railroad nel XIX secolo e parteciparono al moderno Movimento per i Diritti Civili a metà e alla fine del XX secolo. Henry L. Phillips fu rettore ad interim della chiesa per sei mesi a metà degli anni '70 e nono rettore dal 1912 al 1914.
St. Thomas fu la prima chiesa nera del paese ad acquistare un organo a canne e la prima ad assumere un'organista donna nera, Ann Appo. Altri organisti di rilievo furono John C. Bowers e suo fratello, Thomas J. Bowers.

## Ubicazione
Sebbene la congregazione esercitasse il suo culto in diversi edifici, è rimasta sempre attiva fin dalla sua fondazione. Il sito dell'edificio originale, inaugurato il 17 luglio 1794 tra la Quinta e Adelphi Street, è oggi coperto dal passaggio/piazza noto come St. James Place. Per un certo periodo la congregazione ha esercitato il suo culto anche sulla Dodicesima strada a sud di Walnut Street, prima di seguire i cambiamenti demografici e spostarsi dal centro a Filadelfia Ovest, dove la congregazione ha esercitato il suo culto tra la 57esima e Pearl Street e tra la 52esima e Parrish Street. In seguito si è trasferita nel quartiere Overbrook Farms di Filadelfia, dove attualmente celebra il suo culto in una chiesa all'incrocio tra Overbrook e Lancaster Avenue.